# Czerwone trzewiki
Czerwone trzewiki (ang. The Red Shoes) – brytyjski film muzyczny z 1948 roku w reżyserii Emerica Pressburgera i Michaela Powella. Zdjęcia kręcono w Londynie, Paryżu, Villefranche-sur-Mer i w Monte Carlo.
Film powstały w oparciu o baśń literacką Czerwone buciki Hansa Christiana Andersena z 1845 roku.
Film w 1949 roku otrzymał pięć nominacji do Oscara, z czego ostatecznie zdobył dwie statuetki za najlepszą muzykę i scenografię w filmie barwnym. Ponadto w tym samym roku zdobył on również statuetkę Złotego Globu za najlepszą muzykę.